# بالافير (فلم 1926)
بالافير هو فيلم صامت عام 1926 صُوِّر في نيجيريا البريطانية، معترف به كأول فيلم روائي نيجيري.
كان الفيلم مهمًا لاستخدامه النيجيريين المحليين غير المحترفين كممثلين. على الرغم من عدم نجاحه في شباك التذاكر، إلا أنه أثبت أهميته في التاريخ الأكبر للسينما النيجيرية.

## الحبكة
يصور الفيلم صراعات بين ضابط بريطاني وعامل منجم محلي مما أدى إلى الحرب.

## النقد
صنف المعلقون في وقت لاحق فيلم بالافير ضمن الأفلام الاستعمارية الأخرى التي ادعت «التأثير المفيد للرجل الأبيض في إفريقيا». أشار جيفري باركاس (المخرج والمنتج وكاتب السيناريو) نفسه في مقابلات حول عمله إلى اختياره «قبائل آكلي لحوم البشر الوثنية» وتحدث عن «الوحشية العمياء».
وصفت مجلة بالص النيجيرية في عام 2017 الفيلم بأنه «عنصري بفخر»، وأشارت إلى: «على الرغم من أنه أُنتِج في نيجيريا، إلا أن بالافير صُنع للجمهور البريطاني. لا يوجد خطأ في أن السرد كان متسقًا مع الفكرة الشائعة المباعة في أوروبا بأن السادة الاستعماريين كانوا يقدمون معروفًا للأفارقة من خلال استعمارهم.»

## روابط خارجية
- بالافير: قصة رومانسية لشمال نيجيريا في معهد الفيلم البريطاني.